# ネマニャ・ルニッチ
ネマニャ・ルニッチ（セルビア語: Немања Рнић, 英語: Nemanja Rnić, 1984年9月30日 - ）は、ユーゴスラビア（現・セルビア）出身の元サッカー選手。現役時代のポジションはディフェンダー。主戦場は右サイドバック、センターバック。

## 経歴
パルチザン・ベオグラードの下部組織出身。2002年から2008年までパルチザン・ベオグラードに在籍し、合計85試合に出場した。2008年夏からは、ベルギーのRSCアンデルレヒトへ所属を移している。2011年夏、パルチザン・ベオグラードへ復帰。
2013年夏、オーストリア・ブンデスリーガに属するヴォルフスベルガーACに移籍した。

## 代表歴
セルビア・モンテネグロ代表としては、2005年6月8日のイタリア戦で代表初キャップを記録している。

## 所属クラブ
- パルチザン・ベオグラード 2002-2008
- RSCアンデルレヒト 2008-2011

→ KFCジェルミナル・ベールスホット 2011 (loan)
- パルチザン・ベオグラード 2011-2012
- FCホヴェルラ・ウージュホロド 2013
- ヴォルフスベルガーAC 2013-2021